# ジャニー (NCT)

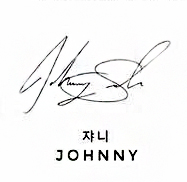
ジャニーのサイン

ジャニー（韓：쟈니、英：Johnny、1995年2月9日 - ）は、韓国で活動するアメリカ合衆国・シカゴ出身の韓国系アメリカ人歌手、DJ。男性アイドルグループNCTのメンバー。SMエンタテインメント所属。韓国名はソ・ヨンホ（韓：서영호、英：Suh Young-ho）。出生名はJohn Jun Suh。2017年1月、NCT 127に加入。2018年5月、日本デビュー。

## 来歴

### 生い立ち・SMエンタ入社
1995年2月9日、シカゴで生まれる。
2007年、シカゴで開催されたSMエンタテインメントのグローバルオーディションに合格し入社。オーディションでは賛美歌を歌い、モデルポーズを3つ披露した。高校を卒業するまでは夏休み期間のみSMエンタテインメントでトレーニングを受け、アメリカと韓国を行き来する練習生生活を送った。デビューまでの練習生期間は8年半であった。
2010年11月16日放送、NHK『クローズアップ現代』の特集「韓国アイドル旋風の舞台裏」に登場している。
2012年10月15日、ABCニュースのK-POP特集「K-Pop Boot Camp」にSMエンタテインメントでレッスンを受ける練習生として登場した。
2013年、シカゴにあるグレンブルック・ノース・ハイスクールを卒業した。

### SMルーキーズとして（2013年 - 2016年）
2013年12月24日、SMルーキーズのメンバーとして公開された。
2014年8月15日、Mnet『EXO 90：2014』に出演。SMルーキーズのメンバーとともにH.O.T.の「I yah!」のパフォーマンスを披露した。8月25日、SR14Bとして出演した「SUPER MOON」が公開。
2015年3月6日、SR15Bとして出演した「BASSBOT」が公開。8月15日より、ソウル江南区三成洞のCOEXアーティウム専用劇場で開催されていたSMルーキーズの定期公演「SM ROOKIES SHOW」に出演。
2016年8月9日、J-Minの「Ready For Your Love」のミュージックビデオに出演。10月1日、蘭芝漢江公園で開催された「Spectrum Dance Music Festival」にDJとして出演。
10月28日、「SM STATION」を通じて公開されたユン・ドヒョン、Reddy、G2、Inlayerの楽曲「Nightmare」にDJとして参加。
12月26日、NCT 127のメンバーとして活動することが明らかになった。

### NCTとしてデビュー（2017年 - ）

#### 2017年

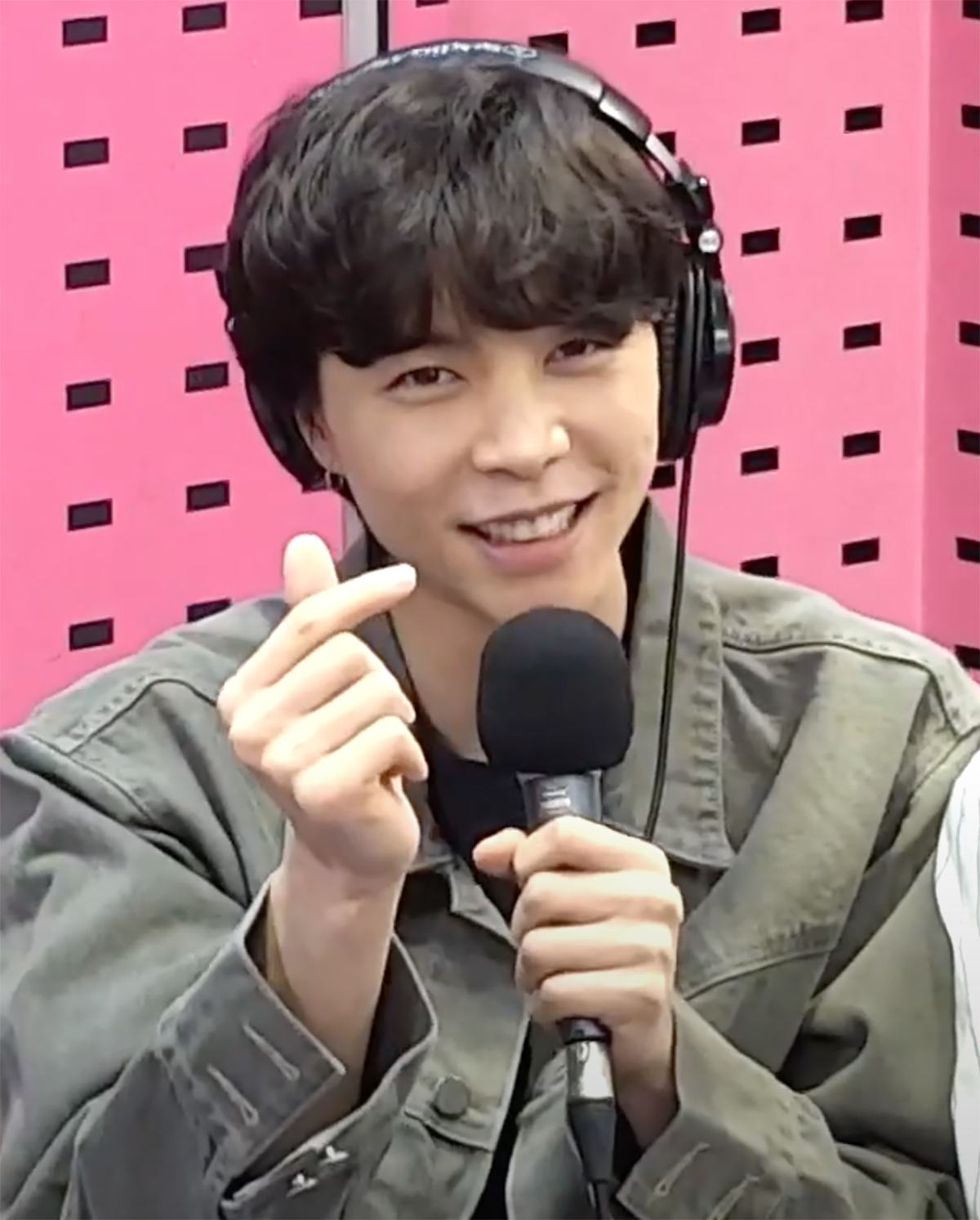
2021年10月、ラジオ収録にて

1月4日午前9時、予告映像「NCT 127_Limitless_Teaser Clip# JOHNNY 1」が公開された。
1月5日、Mnet『M COUNTDOWN』に出演。同日、地元シカゴの韓国系メディアのニュース番組『News Magazine Chicago』でジャニーのデビューについて報道された。
1月6日、デビューユニットNCT 127のセカンドミニアルバム『Limitless』が公開された。
3月20日より、SBSパワーFM（107.7MHz）『NCTのnight night！』のDJをNCTのジェヒョンと務めた。
9月14日より、NCTのYouTubeチャンネル「NCT DAILY」に冠企画「Johnny's Communication Center」を定期的に公開。

#### 2018年
3月30日、毎日経済新聞主催のデジタル犯罪防止キャンペーン「M クリーン」広報大使にドヨンと任命された。
5月23日、所属ユニットNCT 127がミニアルバム『Chain』を発売し、日本デビュー。

#### 2019年
1月27日、『NCTのnight night！』の放送が終了。5月7日、出身地であるシカゴでコンサート「NCT 127 WORLD TOUR 'NEO CITY: USA - The Origin'」が開催され凱旋公演となった。その際、NCT 127のメンバーとともに実家を訪問したという。

#### 2020年
3月4日、Instagramのアカウントを開設した。
4月15日、チャンネル「NCT DAILY」にマークと共作のショートフィルム「Freaky Handshake (2020)」を公開。
5月1日、チャンネル「NCT MUSIC」にマークと共作のオリジナル曲「QTAH（Quality Time At Home）」を公開。
6月2日、Instagramにブラック・ライヴズ・マター運動に賛同する投稿をした。
7月5日、チャンネル「NCT MUSIC」にてDJライブ配信「SUNNY SIDE UP」を開催。

#### 2021年
6月2日、人種差別反対キャンペーン「Live Together Challenge」に参加した。

#### 2022年
5月2日、メトロポリタン美術館で開催された世界的なファッションチャリティイベント「メットガラ」に出席し、米『TEEN VOGUE』の「今年のベスト・レッドカーペットルック」に選定された。
12月26日発売、ウィンターアルバム『2022 Winter SMTOWN：SMCU PALACE』の収録曲「Good To Be Alive」に参加した。

#### 2023年

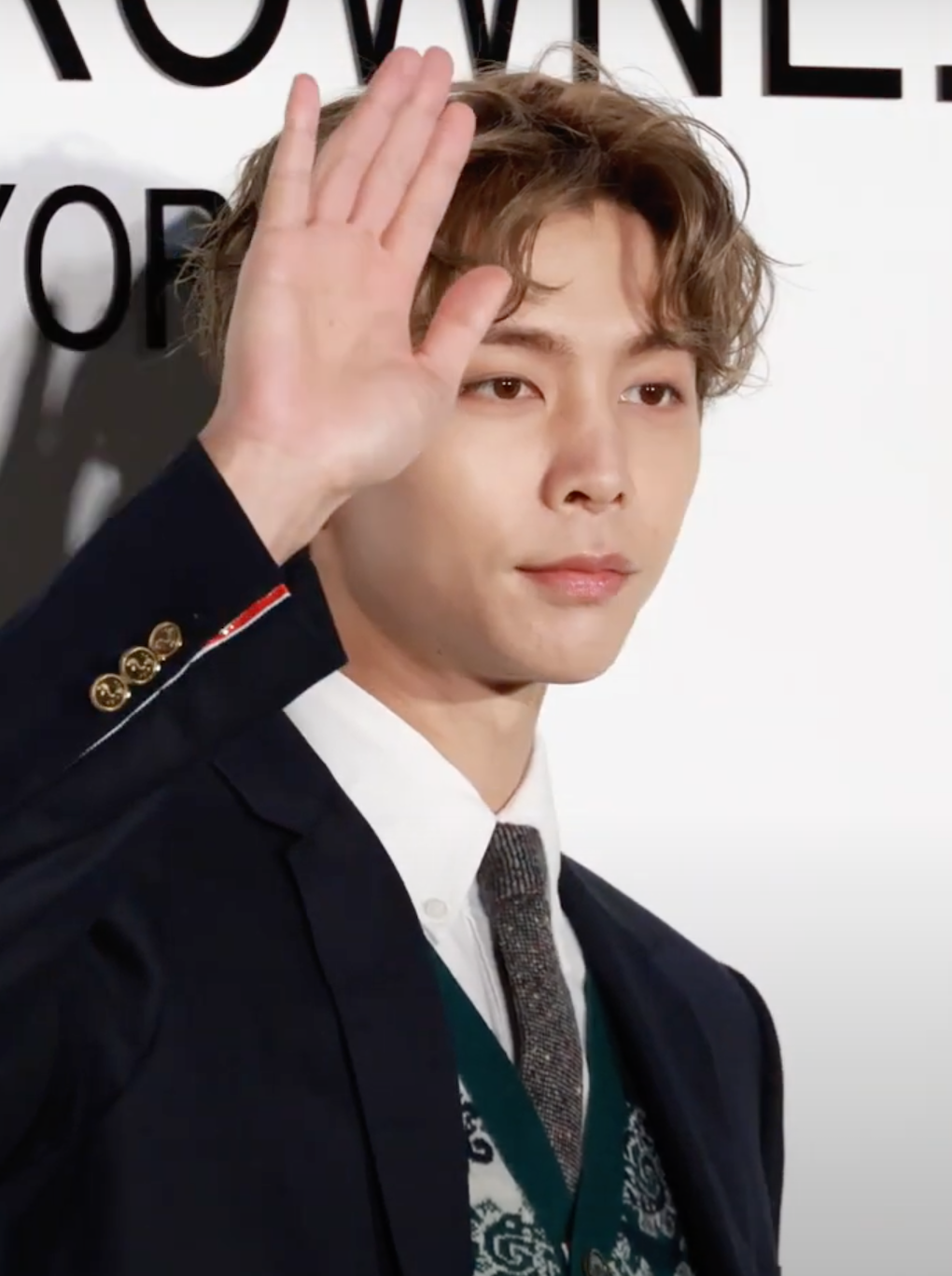
2023年10月、「トム・ブラウン」20周年イベントにて

5月6日、米・ロサンゼルス・ミュージックセンターで開催された「Gold Gala 2023」にて、デスティン・ダニエル・クレットン監督と主要部門「Leading Man Award」の共同プレゼンターとして登場し、イベントテーマである「リーダーの意味」についてスピーチを行った。
6月12日、所属事務所SMエンタテインメントより、ジャニーがコンテンツ撮影中にスタジオ出入り口に右肩をぶつけて右の鎖骨を骨折したため、当分の間すべてのスケジュールをキャンセルし、治療と回復に専念すると発表された。
8月26日、NCTのスタジアム公演「NCT NATION」より活動復帰した。

#### 2025年
2月26日、ファッションブランド「ACNE STUDIOS（アクネ ストゥディオズ）」のグローバルアンバサダーに就任した。

## 人物

### 性格・自己紹介
血液型はB型。NCTで最も身長が高いメンバー。スタイルが良く、フィジカルが優れていることから「ジャニカル（ジャニー＋フィジカル）」というニックネームがある。ポジティブな性格である。MBTI型性格診断はENTP型。
チャームポイントは厚い唇と口角が上がっているところ。自分のことを動物に例えるとしたら一番見た目が似ているという理由から「猫」で、自身を表す絵文字も「猫」が用いられている。座右の銘は「カッコよく年をとろう」。
『NCT 127 おしえてJAPAN!』で披露した自己紹介は「ジャニー、やっちまったに～」。

### 趣味・嗜好
趣味は写真を撮ること、DJ、ワイン、コーヒー、ゲーム。自分の写真を撮ることはもちろん、メンバーの写真を撮ることもある。
コーヒーはお気に入りの豆を探して、フレンチプレスを使っていれるほどこだわっている。父親がカフェを営んでいた。
最も尊敬する人物は母親。母親はラジオ関連の仕事をしていた。
好きな動物は犬。子供の頃の夢は俳優、弁護士、獣医であった。バレーボールをやっていた。
ラジオパーソナリティを務めた『NCTのnight night！』で最も思い入れがあるコーナーは「TALK TO エンナナ」と「TO NCT FROM NCT」であった。
日本のコンビニでつい買ってしまうものはチョコモナカアイスとメロンパン。
苦手なことはじゃんけんで、メンバーと勝負するといつも負けてしまうという。

#### 映画・音楽
ピアノを演奏することができ、NCT 127のコンサート「NEO CITY : The Origin」でセカンドフルアルバムの収録曲「Regular to Irregular」を披露した。
好きな映画の登場人物はハリーポッターで、童心に帰れるという理由から。影響を受けた映画は、『恋のからさわぎ』、『フェリスはある朝突然に』、『バッド・チューニング』、『ブレイブハート』。最もお気に入りのホラー映画は『シャッター』。
最も好きな曲はコールドプレイの「フィックス・ユー」で、大変なときによく聞いていたという。最も好きな音楽アルバムはダフト・パンクの『ランダム・アクセス・メモリーズ』。

### ファッション
腕の内側にひまわりのワンポイントタトゥーを入れている。太陽の方を向いて咲くひまわりのように「いつも前向きに」という意味が込められている。

### NCT
NCT 127の全てのメンバーの誕生日を覚えている。誕生日は一年に一度しかないので大切にしているという。

### 社会貢献活動
2025年3月28日、希望ブリッジ全国災害救護協会を通じて、韓国で発生した山火事災害の被災地復旧のために5,000万ウォンを寄付した。

## 参加作品

### NCT U
| 公開日 | 公開日   | タイトル              | 収録アルバム             | ミュージックビデオ | 備考                         |
| ------ | -------- | --------------------- | ------------------------ | ------------------ | ---------------------------- |
| 2018年 | 8月11日  | CELEB FIVE            | -                        | -                  | MBC「ショー 音楽中心」で披露 |
| 2020年 | 10月12日 | Misfit                | NCT 2020 Resonance Pt. 1 | -                  |                              |
| 2020年 | 10月12日 | Dancing In The Rain   | NCT 2020 Resonance Pt. 1 | -                  |                              |
| 2020年 | 10月12日 | Faded In My Last Song | NCT 2020 Resonance Pt. 1 | -                  |                              |
| 2020年 | 11月23日 | Raise the Roof        | NCT 2020 Resonance Pt. 2 | -                  |                              |
| 2020年 | 11月23日 | Work It               | NCT 2020 Resonance Pt. 2 | Work It            |                              |
| 2021年 | 12月14日 | Birthday Party        | Universe                 | -                  |                              |
| 2021年 | 12月14日 | Know Now              | Universe                 | -                  |                              |
| 2023年 | 8月28日  | The BAT               | Golden Age               | -                  |                              |
| 2023年 | 8月28日  | PADO                  | Golden Age               | -                  |                              |
| 2023年 | 8月28日  | That's Not Fair       | Golden Age               | -                  |                              |

### コラボレーション
- 「Good To Be Alive」（2022年、ヒョヨン、キー、チェン、ジャニー、ニンニン、GINJO、Raiden、IMLAY、Mar Vista）

### 作詞
- 「Pandora's Box」[55]
- 「Love Song」[55]

## 出演

### ミュージックビデオ
- 「Ready For Your Love」（2016年、J-Min）
- 「Nightmare」（2016年、ユン・ドヒョン、Reddy、G2、Inlayer）

### テレビ番組
- OnStyle『Lip Stick Prince2』（2017年2月30日）[56]
- tvN『水曜美食会』（2018年3月21日）[57]
- CeluvTV『セレブスペシャル』（2018年11月5日）[58]
- MBC『アイドル陸上大会』（2019年9月）
- SBSプラス『みんな一緒にチャチャチャ』（2019年11月19日）[48]
- MBC エブリワン『週刊アイドル』（2020年9月23日）[59] - MC
- Mnet『M COUNTDOWN』（2023年8月31日）- スペシャルMC
- 日本テレビ『NCT Universe: LASTART』（2023年9月7日）[60]
- MBC『この辺鄙な街になんで来たの？』（2024年6月4日）[61]

### ラジオ番組
- SBSパワーFM『パク・ソヒョンのラブゲーム』（2017年2月24日）- 1日DJ[62]
- SBSラジオ 『NCTのnight night！』- レギュラーDJ（2017年3月20日 - 2019年1月27日）

### ネット配信番組
- 「my SM Television」（2016年10月 - 11月） - MC
- ソウル観光ホームページ・YouTubeチャンネル「HOT＆YOUNG ソウル旅行」（2018年7月）[63]

### 雑誌掲載
- 『ARENA HOMME+』6月号（2018年）
- 『W KOREA』5月号（2020年）
- 『ESQUIRE Korea』10月号（2023年）[64]
- 『Allure Korea』2月号（2024年）[65]
- 『ELLE Korea』（2024年）

### スペシャルステージ
- 東方神起・SUPER JUNIOR「Show Me Your Love」-「SMTOWN LIVE 2025」（2025年1月、東方神起・SUPER JUNIOR・スホ・チャンヨル・ジョンウ・チョンロ・クン・テン・ウンソク・リョウ・サクヤらと）[66]

### イベント
| 年     | イベント名                                                                                   | 開催日   | 開催場所                           | 参考   |
| ------ | -------------------------------------------------------------------------------------------- | -------- | ---------------------------------- | ------ |
| 2017年 | 2017 F/W HERA ソウルファッションウィーク                                                     | 3月28日  | ソウル東大門デザインプラザ         | [ 67 ] |
| 2018年 | Mnet『M COUNTDOWN』グローバルMC                                                              | 5月3日   | 韓国・ソウル                       | [ 68 ] |
| 2018年 | SMエンタテインメントとベトナム・IPPグループの国際交流協定締結式                              | 5月10日  | SMコミュニケーションセンター       | [ 69 ] |
| 2019年 | SMエンタテインメント社会貢献プログラム「第5回スマイルミュージックフェスティバル」            | 10月25日 | COEXアーティウム                   | [ 70 ] |
| 2020年 | ニューシス2020韓流エキスポ                                                                   | 8月26日  | 韓国・ソウル                       | [ 71 ] |
| 2020年 | 第1回世界文化産業フォーラム                                                                  | 10月28日 | 韓国・ソウル                       | [ 72 ] |
| 2022年 | メットガラ                                                                                   | 5月2日   | アメリカ・メトロポリタン美術館     | [ 35 ] |
| 2023年 | ニューヨーク・ファッションウィーク「THOM BROWNE（トム・ブラウン）」2023年秋コレクション      | 2月14日  | アメリカ・ニューヨーク             | [ 73 ] |
| 2023年 | Gold Gala 2023                                                                               | 5月6日   | ロサンゼルス・ミュージックセンター | [ 37 ] |
| 2023年 | 「THOM BROWNE（トム・ブラウン）」20周年祝賀イベント「THOMBROWNE20」                          | 10月20日 | 韓国・ソウル                       | [ 74 ] |
| 2024年 | パリ・ファッションウィーク「Acne Studios（アクネ ストゥディオズ）」2024-25年秋冬コレクション | 2月28日  | フランス・パリ                     | [ 75 ] |
| 2024年 | WILDWOODS PARTY                                                                              | 4月6日   | タイ・プーケット                   | [ 76 ] |
| 2024年 | パリ・ファッションウィーク「Acne Studios（アクネ ストゥディオズ）」2025春夏コレクション      | 9月25日  | フランス・パリ                     | [ 77 ] |
| 2024年 | 「第11回イーデイリー文化大賞」授賞式                                                         | 10月25日 | 世宗文化会館大劇場                 | [ 78 ] |
| 2024年 | 「ジョニー・ウォーカー」のイベント                                                           | 12月7日  | 韓国・ソウル                       | [ 79 ] |
| 2025年 | 「Acne Studios 青山フラッグシップストア」オープンイベント                                    | 7月10日  | 日本・東京                         | [ 80 ] |

## 広告・広報大使

### ブランドアンバサダー
- 「ACNE STUDIOS（アクネ ストゥディオズ）」（2025年）[39]

### 広報大使
- 「M クリーン」広報大使（2018年）[23]